# ENSO Energie Sachsen Ost
Die ENSO Energie Sachsen Ost AG war ein kommunales Versorgungs- und Dienstleistungsunternehmen in Ostsachsen mit Hauptsitz in Dresden. Das Unternehmen versorgte etwa 500.000 Kunden mit Strom, Erdgas, Wasser, Wärme und energienahen Dienstleistungen. Zum 1. Januar 2021 fusionierte das Unternehmen mit der DREWAG - Dresdner Stadtwerke GmbH zur SachsenEnergie AG.

## Geschichte

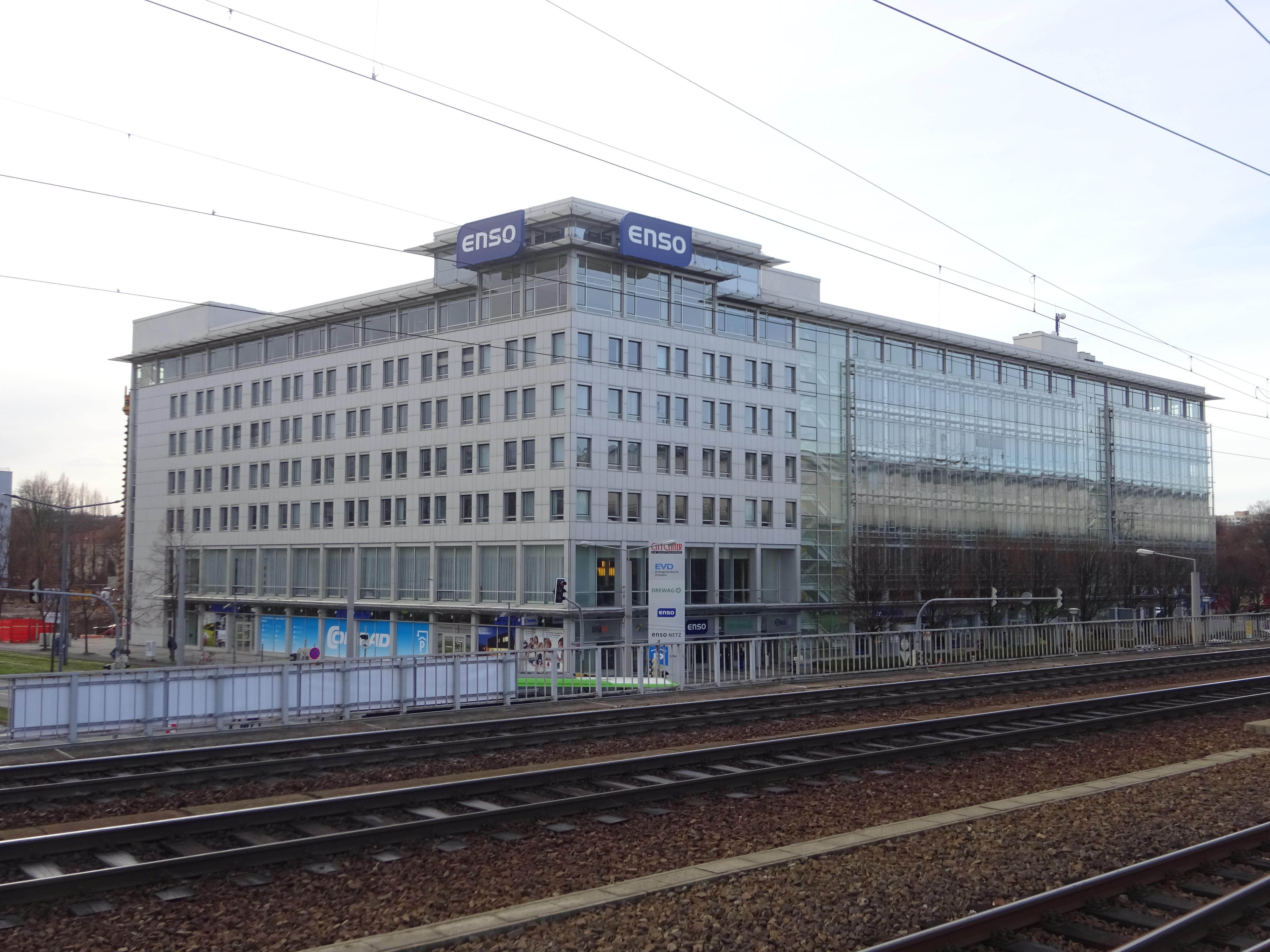
Standort am Friedrich-List-Platz (2019)

Ab 1949 wurde die Energiewirtschaft in der sowjetischen Besatzungszone in fünf Energiebezirken organisiert. Darunter war die Vereinigung Volkseigener Betriebe (VVB) Energiebezirk Ost (EBO) für die Versorgung der Bezirke Dresden, Leipzig und Karl-Marx-Stadt verantwortlich. Bei einer Neugliederung wurde für jeden Bezirk der DDR ein VEB Energieversorgung gegründet. Anfang der 1970er Jahre entstand daraus der VEB Energiekombinat, darunter das Energiekombinat Ost mit Sitz in Dresden.
Nach dem Mauerfall erfolgte die Umwandlung in eine Aktiengesellschaft, an der neben Kommunen der Region die Energie-Versorgung Schwaben AG und die HEW Hamburgische Electricitäts-Werke AG beteiligt waren. Im November 1990 wurde der Firmennamen ESAG Energieversorgung Sachsen Ost AG notariell beurkundet. Zuvor war die GASO Gasversorgung Sachsen Ost GmbH ausgegliedert worden. 1991 wurden die Gasversorgung Stadt Dresden GmbH und 1992 die Dresden Elektrizität und Fernwärme GmbH abgespalten. Auch andernorts bildeten sich Stadtwerke und lösen ihre Energieversorgung aus der ESAG heraus.
Im Jahr 2004 entstand die Dachgesellschaft ENSO Energie Sachsen Ost, unter der ESAG und GASO eng kooperierten. Voraussetzung war die Entscheidung der kommunalen und privaten Aktionäre, einen regionalen Energiedienstleister zu bilden. Anfang 2006 firmieren ESAG und GASO um in ENSO Strom AG bzw. in ENSO Erdgas GmbH.  Im Mai 2008 erfolgte die Verschmelzung der ENSO Erdgas GmbH auf die ENSO Strom AG, die dann in ENSO Energie Sachsen Ost AG umfirmiert wurde. Ende 2006 wurden zur Umsetzung von gesetzlichen Vorgaben zum gesellschaftsrechtlichen Unbundling von ENSO Strom AG bzw. von ENSO Erdgas GmbH zwei Netzgesellschaften abgetrennt. Aus der Verschmelzung dieser beiden Netzgesellschaften, nämlich der ENSO Erdgas Netz GmbH auf die ENSO Strom Netz GmbH entstand nach zwei Umfirmierungen die ENSO NETZ GmbH.
Zum 1. Januar 2021 wurde aus der außerhalb Dresdens tätigen ENSO und dem Dresdner Energieversorger Drewag die SachsenEnergie AG gebildet. „Enso“ und „Drewag“ blieben als Marken für die Produkte der neuen Gesellschaft erhalten.

## Anteilseigner
Die ENSO war vor der Fusion zu 71,9 % im Besitz der EnergieVerbund Dresden GmbH, an der die Stadt Dresden über ihre Holding Technische Werke Dresden GmbH (TWD) zu 100 % beteiligt ist. Die TWD war auch Mehrheitsgesellschafter der Drewag. Die Eignerstruktur setzte sich damit wie folgt zusammen:
- EnergieVerbund Dresden GmbH: 71,9 %
- KBO Kommunale Beteiligungsgesellschaft mbH: 25,5 %
- Kommunale Einzelaktionäre: 2,6 %